# Barnarps kyrka
Barnarps kyrka, tillhörande Barnarp-Ödestugu församling, med prästgård och församlingsgård, ligger mitt i samhället Barnarp vid Barnarpasjön. 

## Kyrkobyggnaden
Den nuvarande kyrkobyggnaden är från 1200-talet, men det antas ha funnits en träkyrka där tidigare. Kyrkan har utvidgats och renoverats flera gånger sedan dess. Kyrkan är en korskyrka med huvudingången åt väster.

## Interiör
I östra änden av kyrkan finns altartavlan med bilder på donatorn (Magnus Granatenhielm) och hans hustru, som också betalade utbyggnaden av sidoskeppen. Vid altartavlan finns också sakrisitian, Predikstolen och dopfunten. Inne i kyrkan finner man också vackra takmålningar av Johan Kinnerus 1730, dessa täcker innertaket i hela byggnaden. Orgeln, som finns på övervåningen, är byggd 1899 av Salomon Molander.
- Predikstol från 1708, utförd av stiftsbildhuggaren Torbern Röding, Växjö.

### Orgel
- 1750 köptes en orgel in till kyrkan.[2] Orgel hade 6 stämmor och var byggd av Jonas Wistenius, Linköping.
- 1899 byggde Salomon Molander & Co, Göteborg en orgel.
- 1936 byggde A Mårtenssons Orgelfabrik AB, Lund en orgel med 14 stämmor.
- Den nuvarande mekaniska orgeln byggdes 1970 av J Künkels Orgelverkstad AB, Lund. Fasaden är från 1750 års orgel. Orgeln har eäven ett elektriskt spelbord i kyrkans södra korsarm.

| Huvudverk I   | Svällverk II        | Pedal        | Koppel |
| Gedackt 8´    | Rörflöjt 8´         | Subbas 16´   | I/P    |
| Principal 4´  | Gedackt 4´          | Gedackt 8´   | II/P   |
| Täckflöjt 4´  | Principal 2´        | Pommer 4´    | II/I   |
| Blockflöjt 2´ | Nasat 1 1⁄3'        | Nachthorn 2´ |        |
| Mixtur 3 chor | Cimbel 2 chor       |              |        |
| Dulcian 8'    | Sesquialtera 2 chor |              |        |
|               | Crescendosvällare   |              |        |

## Bildgalleri

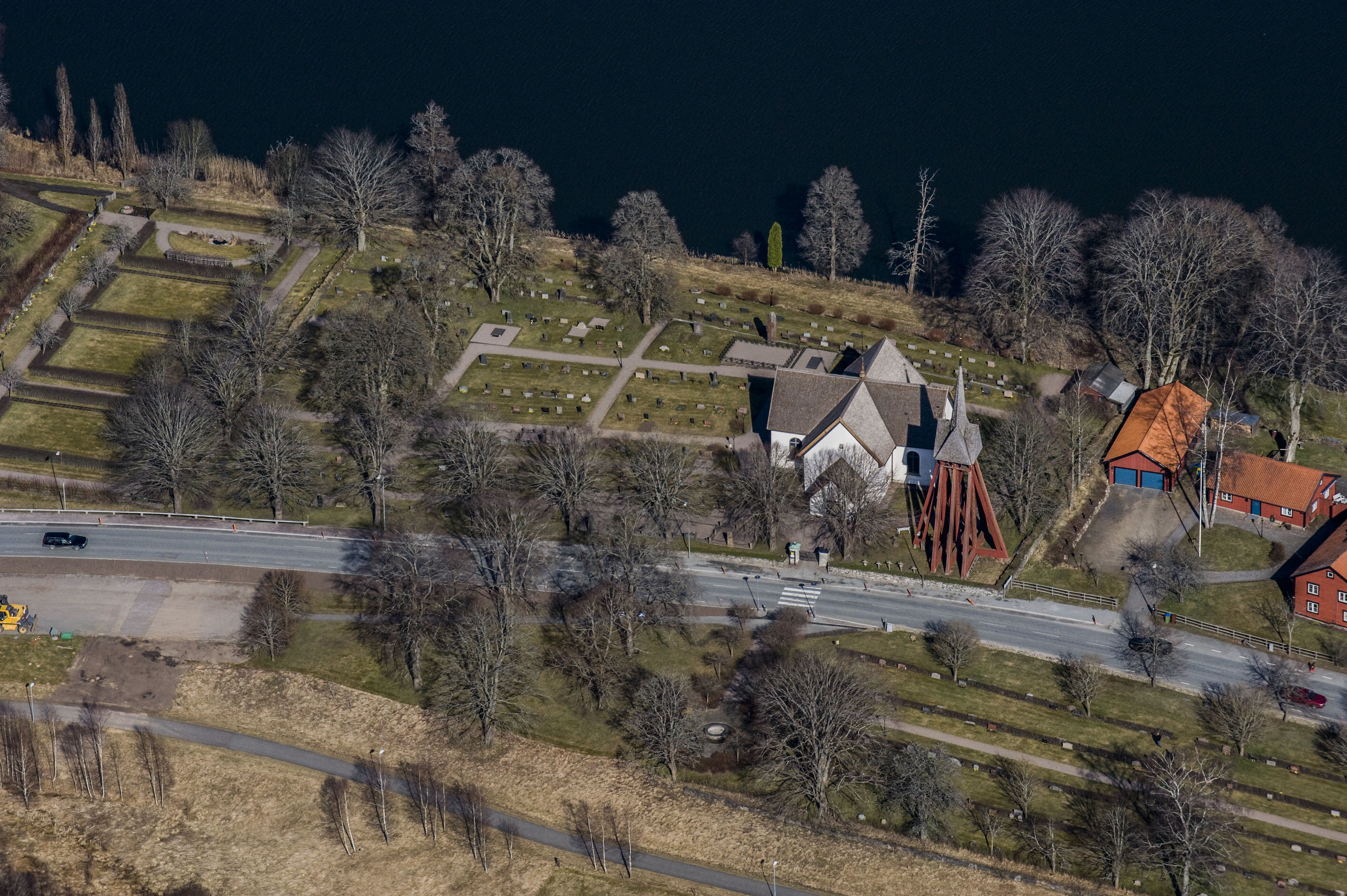
flygfotografi över kyrkan från april 2009
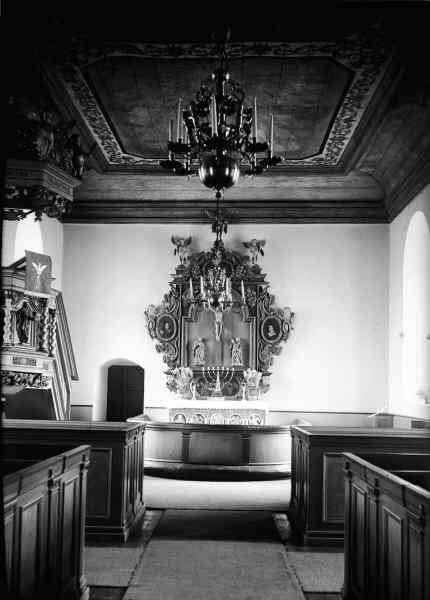
Koret
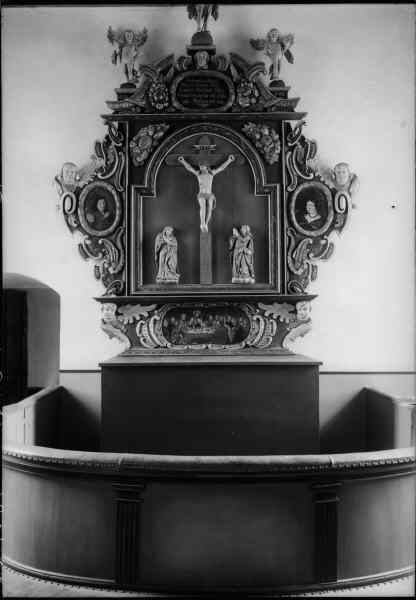
Altaruppsats
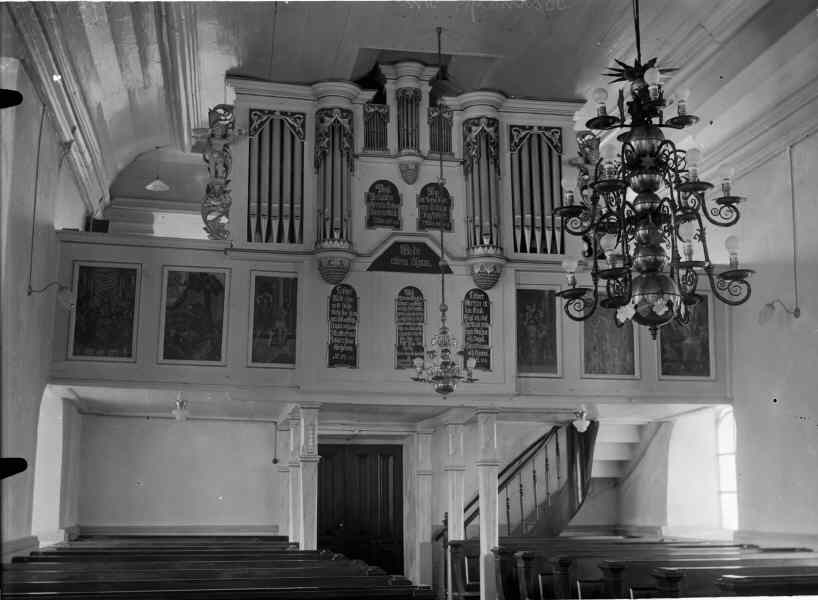
Interiörbild från kyrkan från 1926
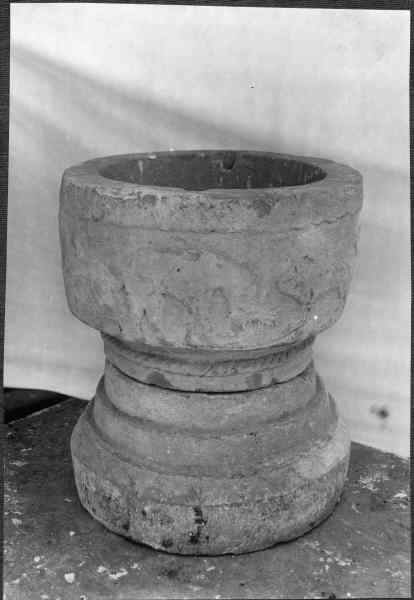
Dopfunt
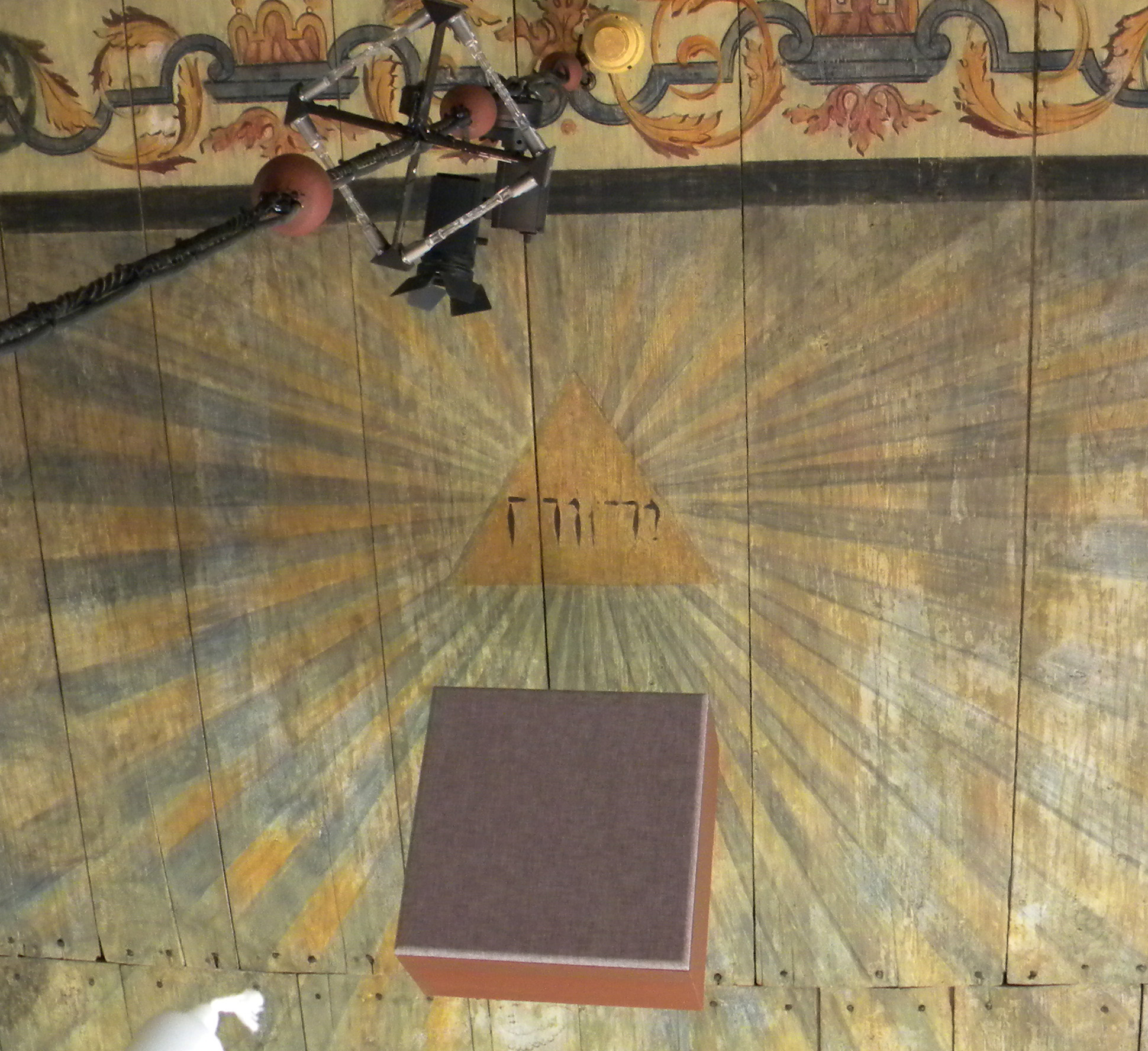
Takmålning med tetragrammet JHWH i triangeln.

### Fotnoter
1. ↑  ”Barnarps kyrka och församlingsgård”. Svenska kyrkan. Arkiverad från originalet den 6 januari 2015. https://archive.is/20150106154839/http://www.svenskakyrkan.se/default.aspx?id=656539. Läst 6 januari 2015.
2. ↑  Abrahamsson Hülpers, Abraham (1773). Historisk Afhandling om Musik och Instrumenter särdeles om Orgwerks Inrättningen i Allmänhet jemte Kort Beskrifning öfwer Orgwerken i Swerige. Västerås: Johan Laurentius Horrn. sid. 288. Libris 2413220